# Laurent de Vos
Laurent de Vos (Anvers, 1533 - Cambrai, 1580) fou un músic belga germà del famós pintor Marten de Vos.
Va ser mestre dels infants de cor de la catedral de Cambrai, en l'època que el governador d'Inchy tiranitzava els seus habitants, i de Vos va compondre un motet al·lusiu que va fer cantar en públic. En assabentar-se-n el governador, s'irrità de tal forma, que menà penjar a la forca el desgraciat compositor, sense formar-li ni tan sols cap procés ni cap tràmit legal.
De Vos deixà molts motets i cançons.